# Mang lá
Mang lá hay mang Putao (danh pháp hai phần: Muntiacus putaoensis) là một loài mang nhỏ. Nó được phát hiện gần đây, vào năm 1997 bởi nhà sinh học Alan Rabinowitz trong chuyến nghiên cứu thực địa của ông tại Myanmar. Ông đã xoay xở để có được các mẫu, từ đó các phân tích DNA cho thấy đây là một loài mang mới.

## Phân bổ và sinh trưởng
Mang lá chỉ được tìm thấy trong các rừng rậm ở Myanmar, trong khu vực nằm ở đông bắc Putao, từ đây mà có tên gọi khoa học của nó, cũng như về phía nam Nam Tamai, nhánh của sông Mai Hka. Nó được tìm thấy ở độ cao khoảng 450 đến 600 m — khu vực chuyển tiếp giữa rừng nhiệt đới và rừng ôn đới. Năm 2002, nó cũng đã được phát hiện tại Khu bảo tồn hổ Namdapha ở miền đông Arunachal Pradesh, Ấn Độ (xem Current Science, số 84, trang 454) Lưu trữ ngày 5 tháng 5 năm 2006 tại Wayback Machine. Chúng có lẽ sinh sống trong khu vực sinh trưởng thích hợp trên toàn bộ các chỗ giao nhau của các dãy núi Pātkai Bum và Kumon Taungdan.

## Miêu tả
Loài này có chiều cao tối đa khoảng 60–80 cm, làm cho nó trở thành loài hươu nai nhỏ nhất trên thế giới. Nó cân nặng khoảng 11 kg. Các tên gọi địa phương là lugi-che (phía đông Arunachal Pradesh) và phet-gyi (Myanmar), cả hai đều có nghĩa là "con mang nhỏ đến mức có thể gói trong lá dong (chi Phrynium thuộc Họ Dong) để chuyên chở". Tên gọi mang lá là suy ra từ điều này.
Mang lá sống đơn độc và dường như hoạt động cả ban ngày lẫn ban đêm.

## Thức ăn
Mang lá chủ yếu ăn hoa quả.

## Đe dọa
Mặc dù kích thước nhỏ của loài vật cũng như của các gạc của nó, việc săn bắn đã làm giảm đáng kể số lượng quần thể này. Sự mất đi môi trường sinh sống cũng là một đe dọa đáng kể khác. Từ các chứng cứ chi tiết, dường như áp lực do săn bắn là thấp hơn ở Ấn Độ, tại đây mang lá thông thường không bị săn bắn một cách có chủ đích.